# Benoît Chancel
Pour les articles homonymes, voir Chancel (homonymie).
Benoît Chancel, né le 9 mars 1819 à Lyon et mort le 11 avril 1891 à Paris, est un peintre français.

## Biographie
Benoît Chancel est le fils d'Anthelme Chancel, vitrier, et d'Agathe Bouillon.
Élève des frères Auguste et Hippolyte Flandrin, de Claude Bonnefond et de Jean-Auguste-Dominique Ingres, il expose au Salon de 1845 à 1880.
En 1845, il épouse Bonne Adèle Fourment (1821-1895). Leurs fils Adrien Chancel (1853-1901) et Abel Chancel (1847-1917) seront architectes.
Membre honoraire de l'Association philotechnique, il est officier de l'instruction publique.
Il meurt à son domicile de la rue Guénégaud à l'âge de 72 ans,.

## Œuvres

### Œuvres dans les collections publiques
- Couhé, Église Saint-Martin : Apparition du Christ à Marie-Madeleine[7],[8]
- Paris, Basilique Sainte-Clotilde :
  - Le Mariage de sainte Clotilde[9]
  - Le Baptême de Clovis[9]
  - saint Jérôme ; saint Grégoire ; saint Basile ; saint Chrysostôme ; saint Mathieu ; saint Jean ; saint Marc ; saint Luc (cartons de vitraux)[10]

### Œuvres exposées aux Salons parisiens
- Le Rédempteur du monde, au Salon de 1845
- Portrait de Mme C., au Salon de 1846
- Jeune femme au bain, au Salon de 1848
- Portrait de Mme C., au Salon de 1853
- Apparition du Christ à Marie-Madeleine, au Salon de 1859
- Le Christ apparaissant à la Madeleine, au Salon de 1864
- Les quatre Évangélistes, au Salon de 1865, Deux châssis, cartons de vitraux
- Recueillement, au Salon de 1880

### Autres expositions
Salon de Lyon de 1842-1843
- L'Éducation de la Vierge

Salon de Lyon de 1860
- Au bord du ruisseau
- Portrait de Mlle *** (étude)

Salon de Bordeaux de 1861
- Au bord du ruisseau

### Galerie

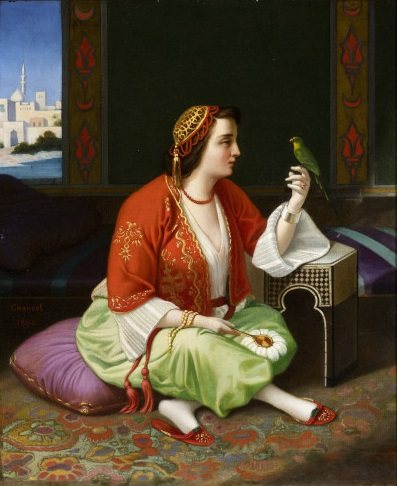
Scène orientaliste ou Jeune ottomane et son perroquet, 1860.
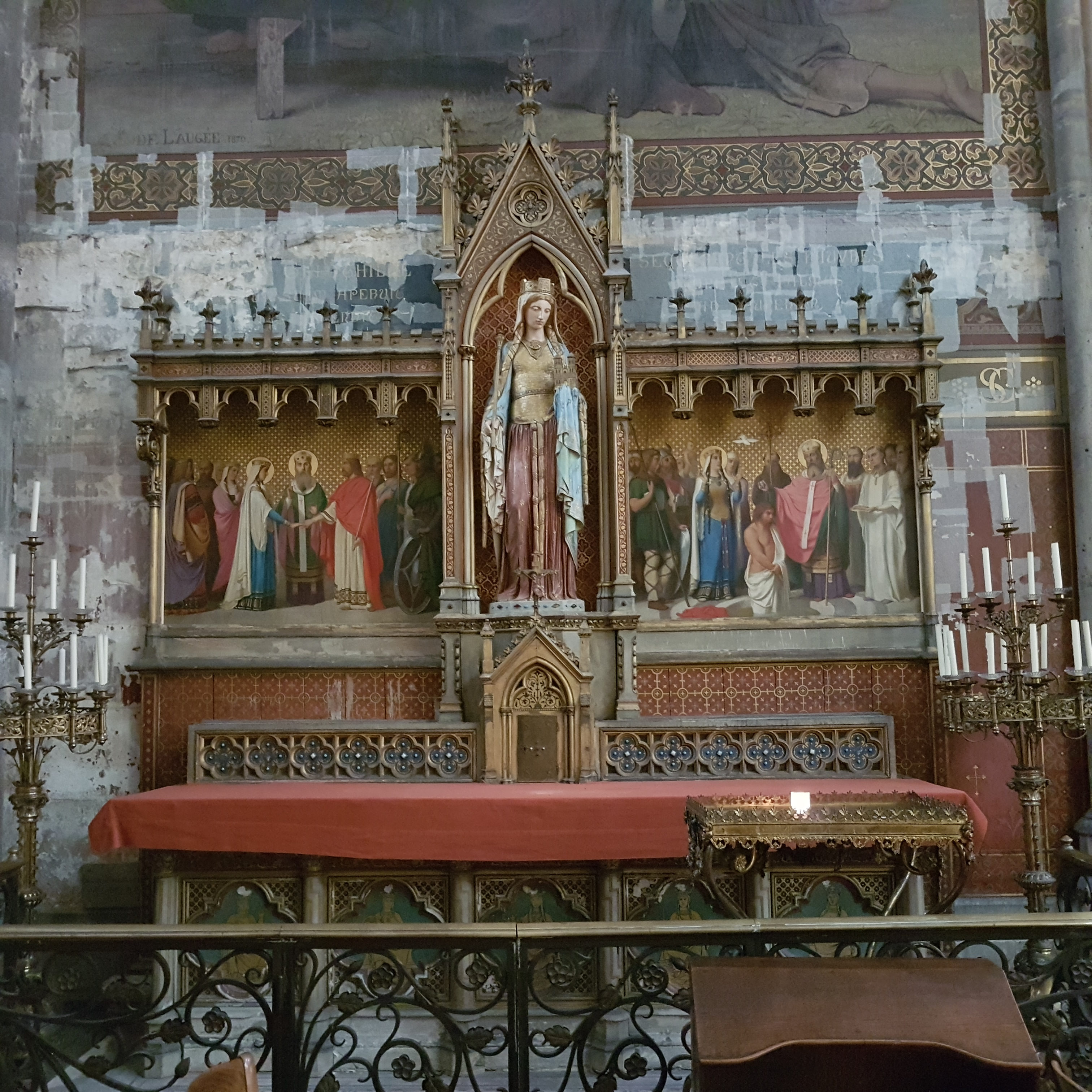
Mariage de sainte Clotilde et Baptême de Clovis, basilique Sainte-Clotilde, 1860.
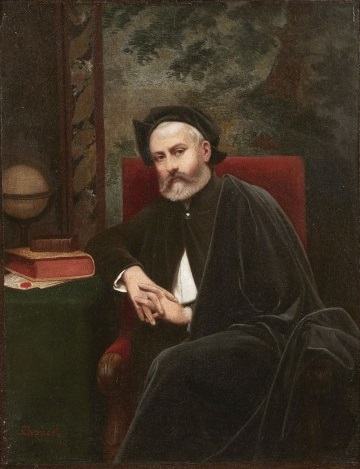
Professeur assis à sa table (autoportrait ?).
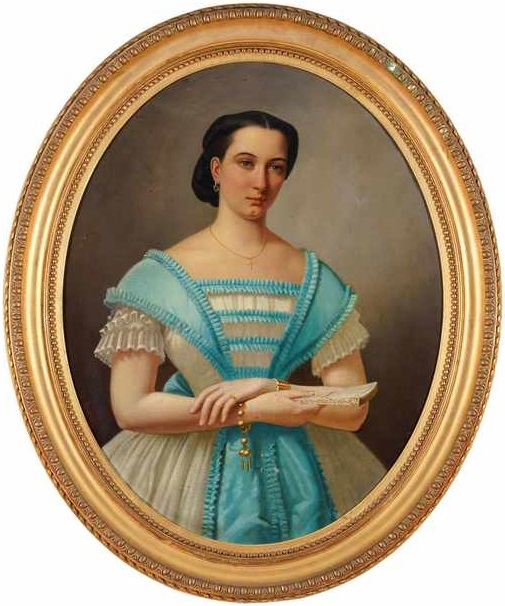
Portrait de femme en robe bleue avec éventail.

## Distinction
- Officier de l'Instruction publique

## Publication
- Les Plaisirs de la ligne (lithographie), Lyon, Béraud, 1841[14].

## Iconographie
- Paul Flandrin, Portrait du peintre Benoît Chancel, Paris, Musée du Louvre[15].

## Élèves
- Louis-Jules Dumoulin (1860-1924)
- Henri Havet (1862-1913)